# Nicaragua
Il Nicaragua (AFI: /nikaˈraɡwa/), ufficialmente Repubblica del Nicaragua (in spagnolo República de Nicaragua), è uno Stato dell'America centrale nonché il più grande della regione dopo il Messico con una superficie di 130 373 chilometri quadrati. Confina con l'Honduras a nord e la Costa Rica a sud, è bagnato dall'oceano Pacifico a ovest e dal mar dei Caraibi a est. Il Nicaragua si trova nell'emisfero boreale, a una latitudine compresa tra 11 e 14 gradi nord, nella zona tropicale. L'abbondanza nel Nicaragua di ecosistemi biologicamente significativi e unici contribuisce alla designazione della Mesoamerica come uno dei punti caldi di biodiversità. La capitale del Nicaragua è Managua. Circa un quarto della popolazione vive nella capitale.

## Etimologia
L'origine del nome "Nicaragua" non è del tutto chiara. Secondo una teoria si tratta di una parola macedonia coniata dai coloni spagnoli sulla base del nome del capo locale Nicarao e della parola spagnola agua, cioè "acqua"; secondo un'altra teoria essa può avere significato "circondato da acqua" in una lingua indigena. In entrambi i casi il nome sembra riferirsi o ai laghi d'acqua dolce di grandi dimensioni (il lago Nicaragua, diciottesimo più grande del mondo, e il lago di Managua), o al fatto che il Paese si affaccia a est e ovest sul mare.

## Storia

### La scoperta
La scoperta del Nicaragua avvenne nel 1502 da parte di Cristoforo Colombo. Ma spesso fondatore del Nicaragua viene considerato Francisco Hernández de Córdoba: in suo onore viene chiamata la moneta del Nicaragua, il Córdoba nicaraguense.

### La scoperta occidentale
Fu raggiunta per la prima volta dagli spagnoli nel 1523 e tra il 1524 e il 1529 fu colonizzata dai conquistadores che combatterono anche tra loro. Nel 1529 fu diviso tra i conquistatori che ne uscirono vittoriosi.

### Indipendenza
Nel 1538 divenne parte del Vicereame della Nuova Spagna. In seguito passò sotto il controllo del Primo Impero Messicano (1821), per poi conquistare l'indipendenza, dapprima come parte delle Province Unite dell'America Centrale (1823), pochi anni dopo come repubblica indipendente (1838).
Il Nicaragua fu occupato nel 1912 dagli Stati Uniti d'America, che si ritirarono nel 1933 dopo il successo della rivoluzione guidata dal generale Augusto César Sandino. Dopo l’assassinio di Sandino si aprì la lunga dittatura di Anastasio Somoza e dei suoi figli (1936-79).
In seguito alla guerra civile nel 1979, il potere passò al Fronte Sandinista di Liberazione Nazionale (FSLN); gli Stati Uniti reagirono sostenendo la guerriglia anticomunista (Contras) che si protrasse fino alla pace del 1988. Alle elezioni del 1990 si affermò una coalizione antisandinista guidata da Violeta Chamorro. Il FSLN perse anche le successive elezioni fino al 2006, quando tornò al potere con Daniel Ortega; questi ha adottato una politica di rafforzamento dei poteri del capo dello stato, modificando in tal senso la Costituzione, eliminando il vincolo che limitava a due i mandati presidenziali consecutivi e dando una svolta conservatrice al suo regime.
Secondo la Costituzione del 9 gennaio 1987, modificata più volte, il presidente della Repubblica è eletto a suffragio diretto e dura in carica cinque anni come l’Assemblea nazionale (novanta membri eletti più il presidente uscente e il candidato alle elezioni presidenziali non eletto che ha ricevuto il maggior numero di voti).

### Storia contemporanea
Nel 1900 incominciò una lunga serie di occupazioni e interventi statunitensi, motivati dal rifiuto nicaraguense di concedere il beneplacito per la realizzazione del canale di collegamento tra i due oceani, Atlantico e Pacifico.
Fra il 1912 e il 1933 il Nicaragua fu nuovamente occupato militarmente dall'esercito statunitense, che fu costretto ad abbandonare il Paese a seguito delle conseguenze economiche della grande depressione e della guerriglia guidata da Augusto César Sandino. Quest'ultimo divenne sia il precursore della guerriglia come strumento di liberazione dagli eserciti professionali sia uno dei simboli della resistenza antistatunitense (si veda la voce sandinismo), e governerà poi il Paese insieme con il filo-statunitense Anastasio Somoza García e Juan Bautista Sacasa. Dopo l'uccisione di Sandino da parte di membri della Guardia Nacional nel 1934, Anastasio Somoza García divenne capo indiscusso dello Stato. Morì il 21 settembre 1956, ucciso dal poeta Rigoberto López Pérez, il quale venne a sua volta ucciso dai colpi che giunsero in risposta. Ad Anastasio Somoza García succedette il figlio, Luis Somoza Debayle.
A partire dal 1961 operò in Nicaragua il Fronte Sandinista di Liberazione Nazionale, movimento guerrigliero di ispirazione marxista che prendeva il suo nome da Augusto César Sandino. Luis Somoza Debayle, sotto pressione, fu costretto ad annunciare libere elezioni per il 1963 e a vietare che membri della propria famiglia gli succedessero. Ciononostante, quando nel 1967 lui morì, il suo posto fu preso dal fratello Anastasio Somoza Debayle, il dittatore la cui famiglia controllava il Paese da trent'anni. Dopo essere stata sconfitta grazie all'aiuto statunitense, la guerriglia sandinista riprese con più vigore nel 1972, anche grazie al supporto cubano e sovietico. Fu dichiarata la legge marziale e il Nicaragua scivolò poi nella guerra civile. Quando, nel 1979, gli Stati Uniti ritirarono il proprio appoggio, anche a causa delle atrocità commesse contro civili, i somozisti persero il potere.
Il 4 novembre 1984 si tennero elezioni giudicate regolari dagli osservatori internazionali, che vennero tuttavia contestate dall'amministrazione statunitense. Fra il 1980 e il 1989 furono attivi gruppi di militari denominati Contras, in Honduras ed El Salvador, in gran parte vecchi membri della Guardia Nacional fedele a Somoza; questi furono finanziati illegalmente dagli Stati Uniti, cosa che innescò lo scandalo Iran-Contras (detto anche "Irangate"). La loro principale attività consisteva nel creare uno stato di agitazione nei confini, spesso uccidendo figure importanti del governo sandinista dando l'impressione alla stampa internazionale di una resistenza interna al governo. Nel 1989, dopo il cessate il fuoco fra governo e ribelli e la reintegrazione di questi ultimi nella società, furono indette nuove elezioni, che, contro ogni aspettativa, furono vinte di stretta misura da una coalizione di partiti finanziata dagli Stati Uniti.
Le elezioni presidenziali del 2006, dopo sedici anni dalle elezioni che segnarono la fine della rivoluzione sandinista, sono state vinte da Daniel Ortega, l'ex guerrigliero che ora guida un'alleanza tra il Fronte Sandinista di Liberazione Nazionale (FSLN) e una parte della destra.
Nel corso del mese di ottobre 2010 si è fortemente riacutizzata una latente controversia territoriale tra il Nicaragua e la confinante Repubblica di Costa Rica. La disputa ha come oggetto la sovranità dei due Stati sul fiume San Juan (Río San Juan) e si è riaccesa a seguito delle opere di dragaggio di tale corso d'acqua, intraprese dal Nicaragua il 18 ottobre 2010. Il successivo 21 ottobre la Costa Rica ha inviato al Nicaragua una nota di protesta, in cui si asseriva che il dragaggio del fiume da parte nicaraguense costituirebbe una violazione alla sua sovranità territoriale. Il 27 ottobre il governo del Nicaragua, a sua volta, ha inviato una nota di protesta alla Costa Rica per denunciare ripetuti sconfinamenti da parte delle forze di polizia costaricane in territorio nicaraguense (la Costa Rica non dispone di un esercito, ma solo di un corpo armato con compiti di polizia, controllo delle frontiere e mantenimento dell'ordine pubblico). Nei giorni successivi la Costa Rica ha sollecitato una riunione d'urgenza da parte dell'OSA (Organizzazione degli Stati Americani) per tentare di trovare una soluzione negoziale alla grave crisi diplomatica. Da parte sua, il Nicaragua ha annunciato di voler sottoporre la disputa al giudizio della Corte internazionale di giustizia dell'Aia.

## Geografia
Il Nicaragua ha una superficie di 129 494 km², paragonabile a quella della Grecia. Quasi un quinto del territorio è designato come area protetta, come parchi nazionali, riserve naturali e riserve biologiche.

### Morfologia
La zona del Nicaragua è ricca di vulcani a causa della sua morfologia geologica. Il territorio, infatti, è attraversato da una catena montuosa nata da un'intensissima attività vulcanica che portò alla separazione del Mar dei Caraibi dall'Oceano Pacifico. Qui si trovano i cosiddetti Marabios, circa una ventina di vulcani sorti in epoca neozoica.
Il territorio del Nicaragua, quindi, a est è ancora soggetto a un assestamento tettonico e a fenomeni eruttivi e sismici con un arco vulcanico che da Panamá arriva al Messico.
Tra i vulcani ricordiamo:
il Casitas, che viene ricordato per una valanga di fango che seppellì nell'ottobre 1998 la città di Posoltega, già colpita pesantemente dall'uragano Mitch;
il Cerro Negro, 675 m, che è il vulcano più recente (sorto nel 1850) e il più attivo, avendo eruttato diverse volte negli ultimi anni (l'ultima nell'agosto 1999) ed essendo per questo particolarmente pericoloso; il Concepción, 1 576 m (vedi Maderas);
il Concho
Cosigüina, ormai ridotto a una vasta caldera di circa un chilometro quadrato nel promontorio di Cosigüina, che chiude il golfo di Fonseca, e che è ciò che rimane di una spaventosa esplosione che nel 1835 provocò una scossa avvertita a migliaia di chilometri di distanza e piogge di ceneri per un raggio di 1200 km.
l'Hoyo
Maderas, 1 329 m, vulcano gemello del Concepción a cui è collegato mediante un istmo, e con cui forma l'isola di Ometepe nel lago Nicaragua;
il Masaya, conosciuto anche come Popogatepe, facente parte di un parco nazionale nato nel 1979, che è attualmente attivo con una caldera composta da 13 coni craterici e da un lago, con fenomeni gassosi e lavici nel suo interno. In passato era oggetto di venerazione sia per gli indigeni sia per i conquistadores che lo battezzarono "Bocca dell'Inferno";
il Mombacho, che si eleva sulle sponde del Lago Nicaragua sopra la città di Granada, e che fa parte della Reserva Natural Volcan Mombacho. È estinto oramai da molto tempo per cui è completamente ricoperto di vegetazione che forma un particolare ecosistema;
il Momotombo, 1 280 m, il quale è responsabile di violente eruzioni avvenute nel 1870 e nel 1886 che lo ridussero da oltre 1600 m all'altezza attuale, e che si trova a nord del lago di Managua;
il Momotombito, che fiancheggia il Momotombo ed emerge dalle acque del lago di Managua;
il Rota
San Cristóbal, detto anche El Viejo o Chinandega, che è alto 1 745 m ed è il vulcano più elevato del Nicaragua;
infine, il Telica.
Il Nicaragua può essere suddiviso in tre regioni geografiche: le pianure del Pacifico, le Montagne Amerrisque nel centro-nord, e la Costa dei Mosquito sull'Atlantico.

#### Pianure del Pacifico
Situate nella parte occidentale del Paese, queste pianure sono ampie, calde e fertili. La pianura è punteggiata da diversi grandi vulcani della Cordillera Los Maribios, tra i quali il Mombacho appena fuori Granada, e il Momotombo vicino a León. La piana si estende dal Golfo di Fonseca fino al confine del Nicaragua con la Costa Rica a sud del lago di Nicaragua.
Il lago Nicaragua è il più grande lago d'acqua dolce in America Centrale (diciannovesimo nel mondo), ed è habitat dell'unica specie di squali di acqua dolce del mondo, lo squalo toro o squalo del Nicaragua.
Questa regione è la più popolosa, con oltre la metà della popolazione del Paese; vi si trova la capitale Managua, la città più popolosa del Paese con più di 1,5 milioni di abitanti.
Le eruzioni dei vulcani del Nicaragua occidentale, molti dei quali sono ancora attivi, hanno devastato il territorio, ma lo hanno anche arricchito con strati di cenere fertile. L'attività geologica che causa il vulcanismo genera anche forti terremoti, che si verificano regolarmente in tutta la zona del Pacifico; Managua stessa è stata quasi distrutta più volte dai terremoti.
La maggior parte della zona del Pacifico è tierra caliente, ovvero una regione dal clima marcatamente tropicale, ad altitudini minori di 600 metri. Le temperature rimangono pressoché costanti durante tutto l'anno, con temperature massime comprese tra 29 °C e 32 °C. Dopo una stagione secca che dura da novembre ad aprile, le piogge incominciano in maggio e continuano fino a ottobre, con precipitazioni tra 1 000 e 1 500 mm. I suoli fertili e il clima favorevole rendono il Nicaragua occidentale il centro economico e demografico del Paese. La sponda sud-occidentale del lago Nicaragua si trova a 25 km dall'oceano Pacifico; il lago e il fiume San Juan sono stati spesso proposti, nel XIX secolo, come la parte più lunga di un canale attraverso l'istmo centroamericano. Queste proposte sono state avanzate periodicamente anche nel XX e nel XXI secolo.
In aggiunta alle spiagge e alle località di villeggiatura, in questa regione si trova anche gran parte del patrimonio coloniale spagnolo. Città come León e Granada abbondano in architettura coloniale e artefatti.

#### Montagne Amerrisque

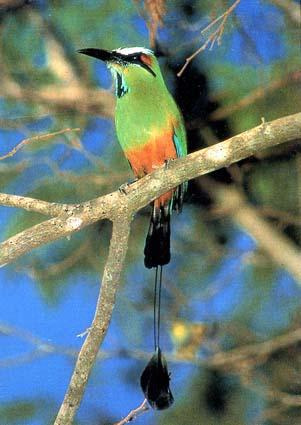
L'Eumomota superciliosa, conosciuto in Nicaragua come guardabarranco e in italiano come motmot dai sopraccigli azzurri, è l'uccello nazionale.

Le montagne centrali sono una regione significativamente meno popolata ed economicamente sviluppata situata nel nord, ma che si estende verso sud-est, tra il lago Nicaragua e il mar dei Caraibi. La regione, ad altitudini tra i 600 e i 1500 metri, è una tierra templada, ha cioè un clima con temperature più fresche rispetto alle pianure del Pacifico, con valori massimi giornaliere di 24-27 °C; la stagione delle piogge è più lunga e umida rispetto alla regione sul Pacifico, e ciò rende l'erosione un problema a causa dei pendii ripidi. Il terreno accidentato, i suoli poveri, e la bassa densità di popolazione caratterizzano l'area nel suo complesso, ma le valli nord-occidentali sono fertili e popolate. Circa un quarto del settore agricolo del Paese si svolge in questa regione, in particolare il caffè è coltivato sui pendii più alti.
Querce, pini, muschi, felci e orchidee sono abbondanti nelle foreste della regione.
Tra gli uccelli si trovano quetzal splendenti, lucherini dorso nero, colibrì, ghiandaie e tucani, Cyanolyca pumilo.

#### Pianure atlantiche
Questa grande regione coperta di foreste pluviali è attraversata da numerosi grandi fiumi ed è scarsamente popolata. Il Río Coco, che è il fiume più lungo dell'America Centrale, segna il confine con l'Honduras. La costa sul mar dei Caraibi è resa irregolare da lagune e delta, ed è molto più sinuosa rispetto a quella del Pacifico.
La costa orientale è molto diversa dal resto del Paese. Il clima è prevalentemente tropicale, con alte temperature e umidità elevata. Nei dintorni della città principale della zona, Bluefields, l'inglese è ampiamente parlato oltre alla lingua ufficiale, lo spagnolo. La popolazione assomiglia più a quella dei Caraibi che a quella del resto del Nicaragua.
In questa regione si può osservare una grande varietà di uccelli, tra i quali aquile, tacchini, tucani, pappagalli e are. La fauna della regione comprende anche diverse specie di scimmie, formichieri, cervi dalla coda bianca e tapiri.

### Idrografia
La zona orientale del Nicaragua è ricca di laghi che si allungano alle pendici della catena dei Marabios, i vulcani attivi che si trovano lungo la catena montuosa del Paese.
I due più grandi laghi del Paese formano un bacino idrico unico in quanto, in passato, dovevano essere un'insenatura della costa dell'oceano Pacifico che si è andata a separare in seguito alle eruzioni e al deposito di materiale lavico. A testimonianza di questa loro natura c'è la fauna ittica che ospita specie marine adattatesi alle acque dolci come il tiburón, uno squalo lungo fino a 3 metri.
I laghi più importanti sono:
lago di Nicaragua, detto anche Cocibolca, è vasto 8.430 km² (quasi quanto l'Umbria) e per questo è il più grande dell'America Centrale, ricco di isole di origine vulcanica tra cui i due vulcani Maderas e Concepción sull'isola di Ometepe;
lago di Managua, detto anche Xolotlan, è vasto 1042 km² e profondo fino a 30 metri, ha forma circolare per cui si pensa a un'origine vulcanica, comunica con il precedente mediante il fiume Titi-tapa, collegamento che si interruppe nel 1910 e che è stato riattivato nel 1998 a causa dell'uragano Mitch;
Laguna Apoyo, deve il nome alle sue acque salmastre (Alt-poyec), la sua forma circolare lascia supporre che si sia formata in un vecchio cratere vulcanico. Grazie a queste caratteristiche e alle sue acque limpide è ricco di fauna ittica e meta turistica.

### Clima
Il clima del Nicaragua varia notevolmente da una costa all'altra, e possono essere considerate tre diverse aree climatiche distinte:
- L'area tra il lago Nicaragua (Cocibolca) e il lago di Managua (Xolotlan) e l'Oceano Pacifico è di solito molto secca con poca pioggia e temperature comprese tra i 21 °C e i 27 °C in Inverno e i 23 °C e i 35 °C durante l'estate.
- Gli altopiani centrali del Nicaragua hanno un clima temperato e umido, in particolar modo nel versante est.
- Sulla costa caraibica si trova un clima tropicale umido, con alte temperature anche superiori ai 36 °C e piogge abbondanti.

## Società

### Demografia
Secondo il CIA World Factbook la popolazione del Nicaragua ammonta a 5 891 199 abitanti, di cui il 69% sono meticci, 17% bianchi latino-americani, 5% amerindi e 9% afro-latino americani, ma questi dati sono destinati a variare in corrispondenza delle ondate migratorie. L'84% della popolazione è urbanizzata.
Sempre secondo il World Factbook, l'aspettativa di vita in Nicaragua è di 71,5 anni (2009), un dato analogo a Paesi come Vietnam e Palau. La percentuale di mortalità infantile è del 2,036%.
Per quanto riguarda quest'ultimo dato, il Nicaragua occupa la 88ª posizione nella classifica mondiale.
La città più popolosa del Nicaragua è la capitale Managua, con 1,8 milioni di abitanti nel 2005 destinati ad arrivare a 2,2 milioni nel 2010, secondo una proiezione. Nel 2005, oltre 7 milioni di abitanti vivevano nella zona pacifico-centro-settentrionale, 5,5 milioni in quella pacifica mentre la regione caraibica accoglieva circa 700 000 persone.
Inoltre si sta formando una crescente comunità di immigrati, che trovano in Nicaragua migliori condizioni economiche di residenza o d'impresa; la maggior parte proviene dagli Stati Uniti, dal Canada, dall'Europa, da Taiwan e da altri Paesi, la maggior parte di questi risiede nella capitale Managua, a Granada o a San Juan del Sur.
Molti nicaraguensi vivono all'estero, in particolare negli Stati Uniti, in Messico, Costa Rica e Canada.
La percentuale di crescita demografica del Nicaragua era dell'1,8% nel 2008. Questo dato è prodotto da uno dei maggiori tassi di natalità dell'emisfero occidentale: 24,9‰, secondo le stime dell'ONU per il periodo 2005-2010. Il tasso di mortalità era del 4,1‰ durante il medesimo arco di tempo.

### Lingue
La lingua ufficiale del Nicaragua è lo spagnolo. Di recente è stata approvata la legge costituzionale della lingua dei segni nicaraguense (ISN, Idioma de Señas de Nicaragua), nel 1997 erano 3 000 i locutori.

### Etnie
La maggior parte della popolazione del Nicaragua (5,9 milioni di persone, circa il 90%) è meticcia o bianca: di questi il 69% sono meticci e il 17% bianchi, che provengono da Spagna, Germania, Italia, Inghilterra e Francia. Meticci e bianchi vivono prevalentemente nelle regioni occidentali del Paese.
I neri sono circa il 9% della popolazione e risiedono in maggioranza nella regione caraibica o lungo la costa atlantica. La popolazione di colore è composta, per la maggior parte, da creoli che parlano inglese, discendenti degli schiavi africani riusciti a fuggire, molti posseggono ancora il nome del colonizzatore scozzese che li ha comprati come schiavi (es. Campbell, Gordon, Downs, Hodgeson). Molti creoli appoggiarono i Somoza per allearsi con gli Stati Uniti d'America.
Il rimanente 5% degli abitanti sono amerindi, di pura discendenza dagli abitanti indigeni della zona. La popolazione precolombiana era composta da molti gruppi indigeni.
I Nicarao, che diedero il nome alla regione in cui si stanziarono, erano un gruppo legato culturalmente e dialetticamente alla civiltà Maia. La costa caraibica era abitata da indigeni che parlavano la lingua chibcha, ovvero composta dalle tribù provenienti dall'America del Sud, ovvero dagli odierni Colombia e Venezuela.
Questi gruppi includono i Miskito, i Rama e i Sumo.

### Diaspora
La guerra civile ha costretto molti abitanti a espatriare per incominciare una nuova vita al di fuori del loro Paese. Anche dopo la fine della guerra, fra il 1990 e il 2000, molte persone continuarono a emigrare a causa della mancanza di opportunità di lavoro e della povertà. La maggior parte di loro è emigrata in Costa Rica e negli Stati Uniti, che ospitano attualmente quasi un sesto dei cittadini del Nicaragua.

### Religione
La religione ricopre un ruolo importante nella cultura del Nicaragua ed è riconosciuta nella Costituzione. La libertà religiosa è garantita dal 1939.
Il cattolicesimo si è insediato in Nicaragua nel XVI secolo con la conquista spagnola. Sulla fascia costiera caraibica, data la presenza storica degli inglesi, la maggior parte della popolazione cristiana è anglicana o protestante.
Il censimento del 2005 ha evidenziato che la popolazione religiosa in Nicaragua è così suddivisa:
- 58,5% cattolici
- 23,2% protestanti
- 2,6% altri
- 15,7% atei e agnostici

## Ordinamento dello Stato

### Suddivisione amministrativa
Il Nicaragua è diviso in 15 dipartimenti (departamentos) e due regioni autonome (regiones autónomas). Dipartimenti e regioni autonome sono ulteriormente divisi in 153 comuni (municipios).

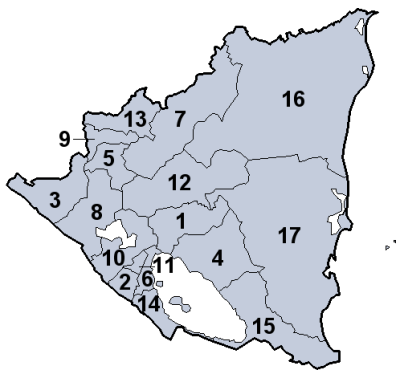
Dipartimenti e regioni autonome del Nicaragua.

| 1.  | Dipartimento di Boaco (Boaco)                                          |
| 2.  | Dipartimento di Carazo (Jinotepe)                                      |
| 3.  | Dipartimento di Chinandega (Chinandega)                                |
| 4.  | Dipartimento di Chontales (Juigalpa)                                   |
| 5.  | Dipartimento di Estelí (Estelí)                                        |
| 6.  | Dipartimento di Granada (Granada)                                      |
| 7.  | Dipartimento di Jinotega (Jinotega)                                    |
| 8.  | Dipartimento di León (León)                                            |
| 9.  | Dipartimento di Madriz (Somoto)                                        |
| 10. | Dipartimento di Managua (Managua)                                      |
| 11. | Dipartimento di Masaya (Masaya)                                        |
| 12. | Dipartimento di Matagalpa (Matagalpa)                                  |
| 13. | Dipartimento di Nueva Segovia (Ocotal)                                 |
| 14. | Dipartimento di Rivas (Rivas)                                          |
| 15. | Dipartimento di Río San Juan (San Carlos)                              |
| 16. | Regione Autonoma della costa caraibica settentrionale (Puerto Cabezas) |
| 17. | Regione Autonoma della costa caraibica meridionale (Bluefields)        |

### Città principali

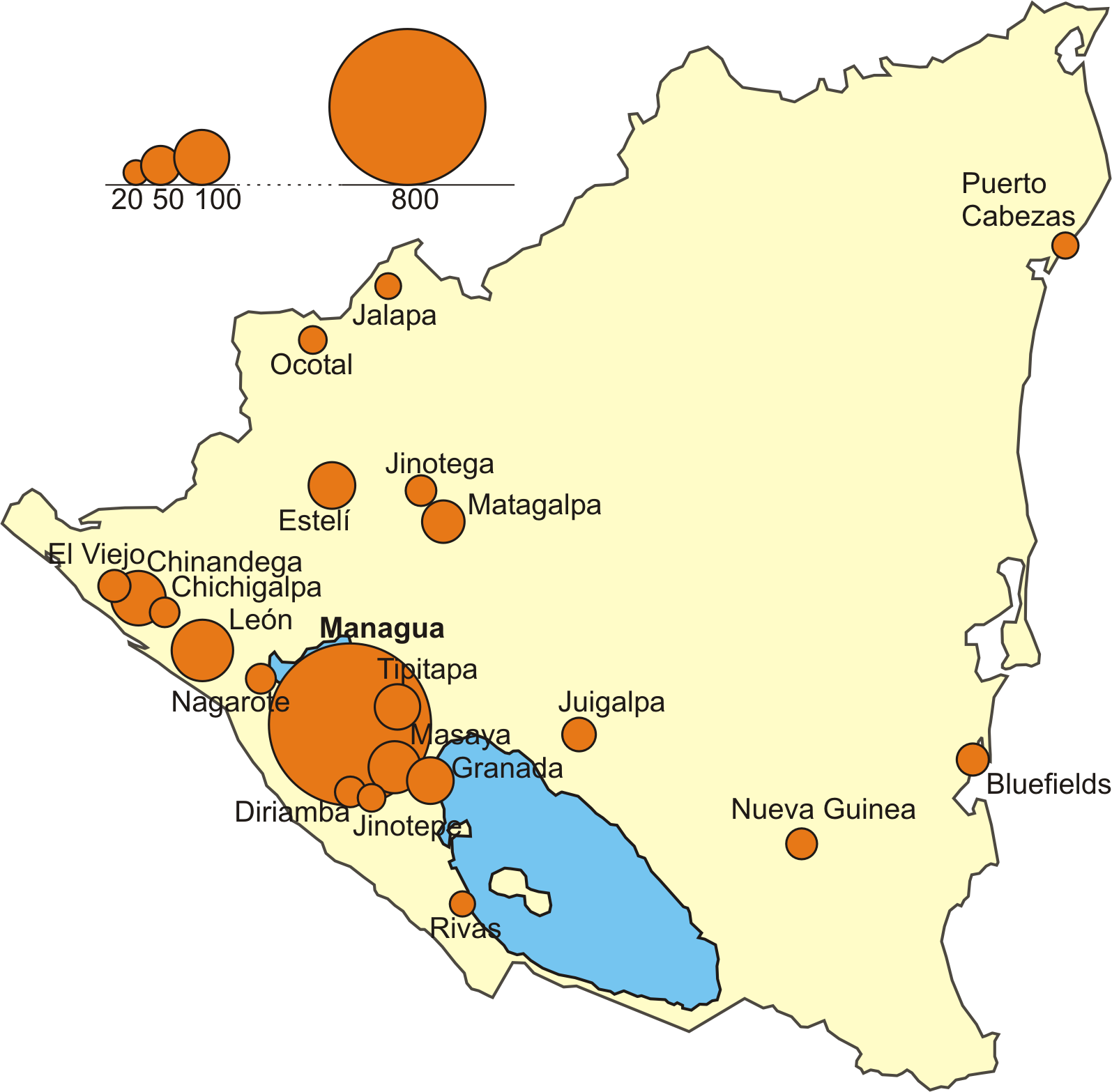
Città con più di 200000 abitanti, secondo il censimento del 1995.

L'agglomerazione principale del Nicaragua è la città di Managua che conta 1 630 031 abitanti (dato del 1º gennaio 2005) e concentra circa il 30% della popolazione dello Stato.
Il Paese conta 153 comuni (municipios) che hanno una superficie spesso molto estesa; il più vasto è il comune di Waspán che ha un'estensione di 9 341,71 km². I comuni sono composti da più insediamenti oltre a quello che dà il nome al comune stesso.
Nella seguente tabella sono riportati i centri abitati con più di 20 000 abitanti; i dati della popolazione sono desunti dai censimenti del 20 aprile 1971, 25 aprile 1995 e del 28 maggio 2005, è inoltre indicato il dipartimento di appartenenza:
| Pos. | Nome               | Cens. 1971 | Cens. 1995 | Cens. 2005 | Dipartimento       |
| ---- | ------------------ | ---------- | ---------- | ---------- | ------------------ |
| 1.   | Managua            | 384 904    | 864 201    | 908 892    | Managua            |
| 2.   | León               | 54 841     | 123 865    | 139 433    | León               |
| 3.   | Chinandega         | 29 922     | 97 387     | 95 614     | Chinandega         |
| 4.   | Masaya             | 30 796     | 88 971     | 92 598     | Masaya             |
| 5.   | Estelí             | 19 801     | 71 550     | 90 294     | Estelí             |
| 6.   | Tipitapa           | 5 674      | 67 925     | 85 948     | Managua            |
| 7.   | Matagalpa          | 20 682     | 59 397     | 80 228     | Matagalpa          |
| 8.   | Granada            | 35 422     | 71 783     | 79 418     | Granada            |
| 9.   | Ciudad Sandino     | ...        | ...        | 72 501     | Managua            |
| 10.  | Juigalpa           | 8 772      | 36 999     | 42 763     | Chontales          |
| 11.  | Jinotega           | 10 235     | 30 824     | 41 134     | Jinotega           |
| 12.  | Puerto Cabezas     | 5 528      | 22 588     | 39 428     | Costa Caribe Norte |
| 13.  | El Viejo           | 8 480      | 33 607     | 39 178     | Chinandega         |
| 14.  | Bluefields         | 14 406     | 33 745     | 38 623     | Costa Caribe Sur   |
| 15.  | Diriamba           | 10 151     | 30 558     | 35 222     | Carazo             |
| 16.  | Chichigalpa        | 14 596     | 28 823     | 34 243     | Chinandega         |
| 17.  | Ocotal             | 7 734      | 25 264     | 34 190     | Nueva Segovia      |
| 18.  | Jinotepe           | 12 461     | 25 132     | 31 257     | Carazo             |
| 19.  | Rivas              | 10 007     | 20 868     | 27 650     | Rivas              |
| 20.  | Nueva Guinea       | ...        | 31 359     | 25 585     | Costa Caribe Sur   |
| 21.  | Mateare            | 1 331      | 11 417     | 25 313     | Managua            |
| 22.  | Jalapa             | 3 604      | 21 668     | 24 435     | Nueva Segovia      |
| 23.  | San Rafael del Sur | 2 896      | 19 083     | 23 420     | Managua            |
| 24.  | Sébaco             | 3 200      | 16 102     | 22 431     | Matagalpa          |
| 25.  | Boaco              | 6 443      | 17 344     | 20 405     | Boaco              |

### Forze armate
Le forze armate del Nicaragua sono composte dall'Esercito, dalla Marina, e dall'Aeronautica. Ci sono circa 14 000 soldati in servizio attivo, un numero molto minore rispetto a quelli visti durante la Rivoluzione sandinista. Anche se l'esercito ha avuto una storia militare malfamata, una parte delle sue forze, conosciute come Guardia Nazionale venne integrata con quella che oggi è la Polizia Nazionale del Nicaragua. In sostanza, la polizia è diventata una gendarmeria. Tuttavia, la Polizia Nazionale del Nicaragua è molto raramente etichettata come una gendarmeria. Le altre parti dell'esercito che non sono confluite nella polizia sono state destinate a formare il nuovo Esercito del Nicaragua.
L'età per poter servire nelle forze armate è di 17 anni e l'arruolamento non è obbligatorio. A partire dal 2006, il bilancio militare era di circa 0,7% della spesa del Nicaragua.

## Istruzione

### Università
L'Università Nazionale Autonoma del Nicaragua-Managua, fondata nel 1812: istituita come Università di León, con un Decreto da parte di re Ferdinando VII di Spagna, è la più antica università del Nicaragua.

## Politica
La politica del Nicaragua si svolge nell'ambito di un sistema presidenziale diarchico, in cui i due presidenti del Nicaragua, in carica per 6 anni, sono sia i capi di Stato sia capi del governo. Il potere esecutivo è esercitato dal governo. Il potere legislativo è esercitato sia dal governo sia dall'Assemblea nazionale. La Costituzione del Nicaragua risale al 1º gennaio 1987.
Dall'elezione a presidente di Daniel Ortega il Nicaragua ha visto deteriorare i diritti individuali e le norme democratiche. I media dell'opposizione sono stati repressi attraverso l'arresto di giornalisti e il sequestro di materiale per la radiodiffusione e la stampa. La riforma costituzionale presentata nel 2024, oltre a rendere diarchica la presidenza, ha rafforzato il controllo della coppia presidenziale sui tre poteri dello stato e sulla vita delle persone nel paese, instaurando una "dittatura bicefala"; la riforma è stata definita anche  "aberrante forma di istituzionalizzazione di una dittatura matrimoniale".

## Economia
- Prodotto Nazionale Lordo (PPP): 2 900 $ pro capite (164º posto della classifica mondiale) (stima 2005)
- Bilancia dei pagamenti: -671 milioni di $
- Inflazione: 11,6%
- Disoccupazione: 13,00%

Il Prodotto Interno Lordo (PIL) a parità di potere d'acquisto (PPA), nel 2012 è stato stimato a 26,4 miliardi di USD. Il settore dei servizi è la principale componente del PIL al 56,9%, seguito dal settore industriale al 26,1% (2006 est). L'agricoltura rappresenta il 17% del PIL, la più alta percentuale in Centro America (2008 est). Le rimesse degli emigrati rappresentano oltre il 15% del prodotto nazionale lordo del Paese, per una quantità vicina al miliardo di dollari. La forza lavoro del Nicaragua è stimata in 2,322 milioni di persone, di cui il 29% è occupato in agricoltura, il 19% nel settore industriale e il 52% nel settore dei servizi (est. 2008).
Secondo il PNUD, il 48% della popolazione in Nicaragua vive al di sotto della soglia di povertà. Il 79,9 % della popolazione vive con meno di 2 dollari al giorno. La disoccupazione è pari al 3,9%, un altro 46,5% sono sottoccupati (stime 2008). Come in molti altri Paesi in via di sviluppo, una parte importante della popolazione povera in Nicaragua è rappresentata da donne. Inoltre, una percentuale relativamente alta di nuclei famigliari ha una donna come capo famiglia: il 39% in aree urbane e il 28% in zone rurali. Secondo dati delle Nazioni Unite, l'80% degli indigeni (che costituiscono il 5% della popolazione) vive con meno di 1 dollaro al giorno. Secondo il FAO, il 27% dei nicaraguensi è affetto da denutrizione, la più alta percentuale in Centro America.
Il tasso di povertà è sceso dal 42,5% al 30% tra il 2009 e il 2014.

## Ambiente

### Aree protette
La foresta pluviale in Nicaragua copre più di 20 000 km², in particolare sulle pianure atlantiche, ed è protetta nella Riserva della Biosfera di Bosawás, Jinotega (nella parte nord) che protegge 7.300 km² della foresta di La Mosquitia (circa il sette per cento della superficie del Paese), il che la rende la più grande foresta pluviale a nord dell'Amazzonia. e nella Riserva Biologica Indio Maíz (nel sud), che protegge 2 500 km² di foresta pluviale atlantica.

### Fauna
La Riserva della Biosfera di Bosawás e la Riserva Biologica Indio Maíz sono molto ricche di biodiversità. Ci sono cinque specie di felini, compresi giaguari e puma; tre specie di primati, scimmie ragno, scimmie urlatrici e scimmie cappuccine; una specie di tapiro (Tapirus bairdii), chiamato Danto dal nicaraguensi, tre specie di formichieri e molte altre.

### Timori legati al riscaldamento globale
Il 12 dicembre 2009, La Prensa, un quotidiano nicaraguense, ha riferito che il Nicaragua è tra i Paesi più colpiti dai fenomeni legati al cambiamento climatico. Timori al riguardo sono sorti nel Paese, perché non vi sono state politiche specifiche, stabilite dal governo del Nicaragua, per far fronte al fenomeno. Tuttavia, diverse organizzazioni della società civile e lo stesso governo sono stati pionieri in alcuni progetti per combattere gli effetti del cambiamento climatico.
Alcune organizzazioni stanno lavorando per la prevenzione degli incendi boschivi, sia per ridurre la quantità di inquinanti atmosferici, sia per prevenire gli effetti negativi sulla biodiversità del Paese. Altri progetti riguardano la riduzione delle emissioni di gas serra dal letame di vacca e l'eventuale uso del lago Nicaragua come fonte d'acqua per l'irrigazione. Molti ambientalisti, tuttavia, sono ancora preoccupati per la possibilità di gravi alluvioni dovute agli uragani.

## Cultura

### Letteratura

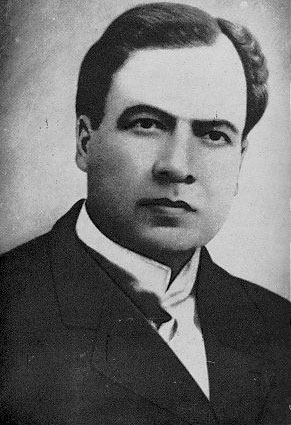
Rubén Darío, tra le maggiori personalità della letteratura ispanoamericana.

Tipica opera teatrale è rappresentata da El Güegüense, iscritta nel 2005 dall'UNESCO nella lista dei patrimoni immateriale dell'umanità
Tra il XIX e il XX secolo si distinse la figura del poeta e diplomatico Rubén Darío (1867-1916), esponente del modernismo nella letteratura ispanoamericana (un testo rilevante del movimento viene considerato un suo scritto, Azul del 1888), e tra i più importanti poeti della letteratura latinoamericana.
Tra il XX e il XXI secolo si distinsero Sergio Ramírez, Claribel Alegría, che ha avuto diversi premi internazionali e Gioconda Belli, autrice, tra l'altro, del romanzo La donna abitata (1988).

### Musica
Strumento nazionale del Nicaragua e di altri stati dell'America centrale è la Marimba. Mentre tra i cantanti ricordiamo Katia Cardenal e Perrozompopo.

### Cinema
Un film nicaraguense è stato candidato, nel 1982, per l'Oscar al miglior film straniero: si tratta di Alsino e il condor del regista Miguel Littín, e in cui spicca la figura di Alan Esquivel, spesso considerato il bambino più famoso del cinema nicaraguense .

### Patrimoni dell'umanità
Il ricco patrimonio culturale del Nicaragua è testimoniato anche dalla presenza di alcuni siti iscritti nella Lista dei patrimoni dell'umanità dell'UNESCO.

### Gastronomia
Piatto tradizionale della cucina nicaraguense è il vigorón. E ancora un tipo dolce di tortilla chiamato güirila.

## Sport
L'Istituto Nicaraguense degli Sport è l'istituzione incaricata di promuovere, regolare, coordinare, promuovere e incoraggiare la pratica di attività sportive, di educazione fisica e ricreative in tutto il Paese, nonché la costruzione e la manutenzione delle infrastrutture necessarie a tali scopi. Lo stesso per l'organizzazione e il corretto funzionamento delle associazioni e federazioni sportive e ricreative, con il sostegno della comunità nazionale e internazionale.

### Baseball
Il baseball è lo sport più popolare in Nicaragua e la sua squadra nazionale ha una forte tradizione nel campo del baseball dilettantistico mondiale con diversi secondi posti conquistati.

### Pugilato
Il pugilato è il secondo sport più popolare del Paese. In questa disciplina sportiva, ottimi risultati per il Nicaragua sono stati raggiunti da Alexis Argüello, più volte campione mondiale in tre diverse categorie di peso.

### Surf
Il surf in Nicaragua sta attraversando un periodo di crescita e apparentemente sembra che crescita continuerà per molto tempo.

### Calcio
Di recente, il calcio ha guadagnato popolarità, specialmente tra la popolazione più giovane. La Nazionale di calcio del Nicaragua che, al momento, non ha ottenuto importanti risultati in campo internazionale, ha come suo attuale capocannoniere Juan Barrera con 24 reti. Lo Stadio Stanley Cayasso è stato sede di allenamenti e partite di pallabase e calcio, ma il primo stadio nazionale per questi sport è attualmente in costruzione a Managua.

## Ricorrenze nazionali
| Data                      | Celebrazione                          | Nome spagnolo                        | Note                                               |
| ------------------------- | ------------------------------------- | ------------------------------------ | -------------------------------------------------- |
| 1º gennaio                | Capodanno                             | Año Nuevo                            |                                                    |
| marzo - aprile            | Giovedì santo                         | Jueves Santo                         | Non lavorativo                                     |
| marzo - aprile            | Venerdì santo                         | Viernes Santo                        | Non lavorativo                                     |
| marzo - aprile            | Pasqua                                | Domingo de Resurrección              | Non lavorativo                                     |
| 1º maggio                 | Festa dei lavoratori                  | Día del Trabajador                   | Non lavorativo                                     |
| 30 maggio                 | Festa della mamma                     | Día de la Madre                      | Non lavorativo                                     |
| 1º giugno                 | Festa dei bambini                     | Día del Niño                         |                                                    |
| 23 giugno                 | Festa del papà                        | Día del Padre                        |                                                    |
| 19 luglio                 | Giornata della Rivoluzione sandinista | Día de la Revolución Sandinista      | Non lavorativo: presa del potere nel 1979 del FSLN |
| 25 agosto                 | Giornata delle persone con disabilità | Día de las personas con discapacidad |                                                    |
| 14 settembre              | Battaglia di San Jacinto              | Batalla de San Jacinto               | Giornata storica                                   |
| 15 settembre              | Giorno dell'Indipendenza              | Día de la Independencia              | Non lavorativo: indipendenza dalla Spagna nel 1821 |
| 12 ottobre                | Giornata della resistenza indigena    | Día del la Resistencia Indígena      |                                                    |
| ultimo venerdì di ottobre | Festa degli Agüizotes                 | Fiesta de los Agüizotes              |                                                    |
| 2 novembre                | Commemorazione dei defunti            | Conmemoración de los Fieles Difuntos | Non lavorativo                                     |
| 7 dicembre                | Immacolata Concezione                 | Día de Nuestra Inmaculada Concepción | Non lavorativo                                     |
| 25 dicembre               | Natale                                | Natividad del Señor                  | Non lavorativo                                     |